# 2e régiment de gardes d'honneur
Pour un article plus général, voir Gardes d'honneur français (1813-1814).

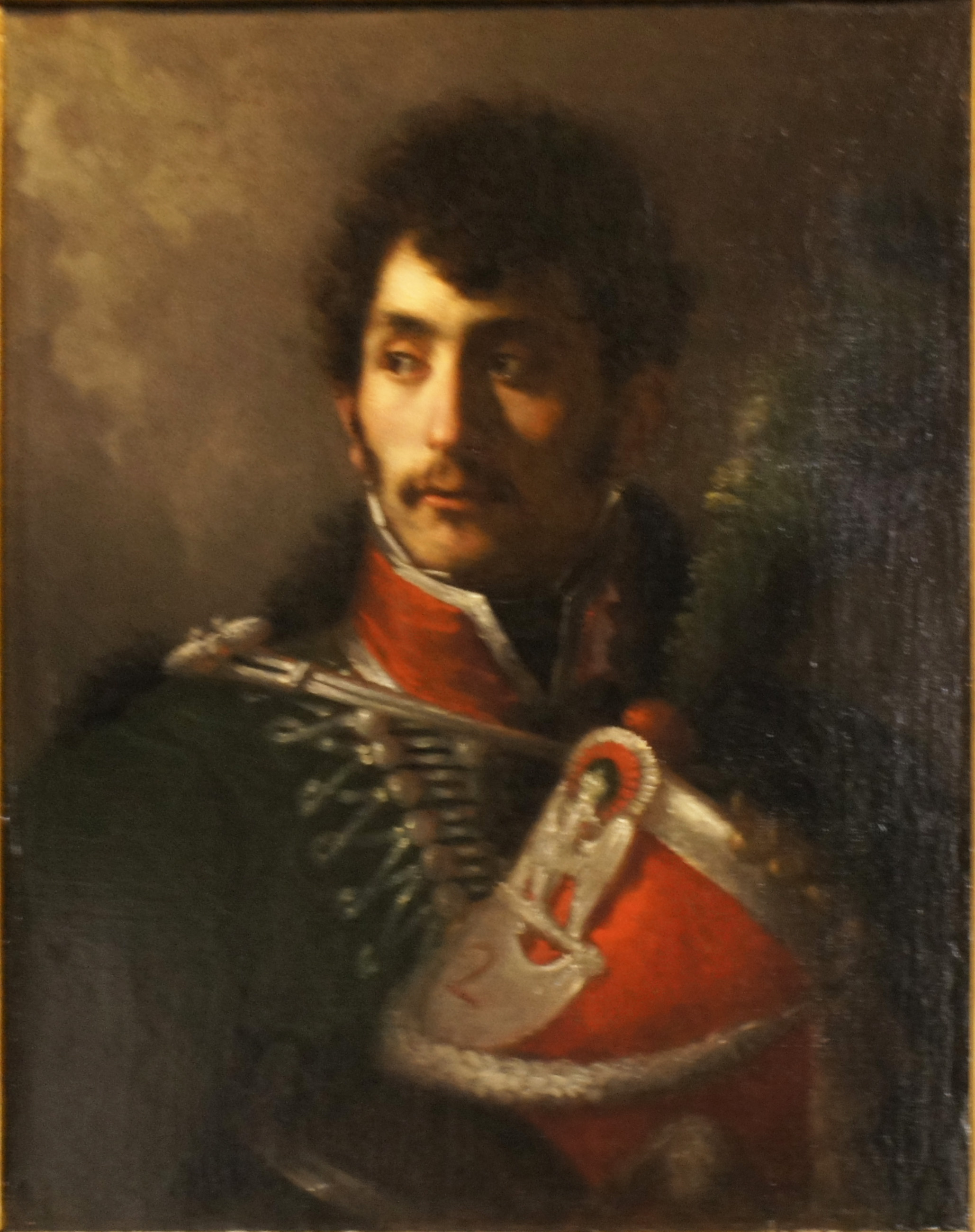
Portrait d'un cavalier du 2e régiment de gardes d'honneur.

Le 2e régiment de gardes d'honneur est un régiment de cavalerie légère appartenant au corps des Gardes d'honneur, corps levé par Sénatus-consulte promulgué le 3 avril 1813, admis dans la Garde le 29 juillet 1813 sans toutefois en faire organiquement partie et rattaché à la Cavalerie de la Garde impériale. C'est le général Louis Lepic qui organise le 2e régiment à Metz en 1813.

## Colonels
Jacques Thomas de Pange, nommé colonel major du régiment le 7 avril 1813, il participe à la tête de son unité aux campagnes de Saxe en 1813, et de France en 1814.

## Campagnes et batailles

### Campagnes de Saxe en 1813
- Bataille de Dresde : les 26 et 27 août 1813
- Bataille de Leipzig : du 16 au 19 octobre 1813
- Bataille de Hanau : les 30 et 31 octobre 1813
- Siège de Mayence : 1814